# Nedre Kongo
Nedre Kongo (Nedre Congo) är ett vanligt förekommande namn på det område i Centralafrika som idag utgör provinsen Kongo-Central i Kongo-Kinshasa. Tidigare namn på området är Bas-Congo och Bas-Zaire. De två större städerna, Matadi och Boma, är båda hamnstäder vid Kongofloden, Matadi på dess södra och Boma på dess norra strand. Vid Kongflodens mynning i Atlanten ligger de mindre hamnstäderna Banana och Moanda. Kikongo är det största språket bland lokalbefolkningen.

## Historia
De länder i Centralafrika som Kongofloden med bifloder genomflyter kallades i början av 1900-talet för Kongo, Kongobassängen eller Kongobäckenet. I politiskt hänseende var länderna uppdelade i Belgiska Kongo, Franska Kongo och Portugisiska Kongo (nuvarande Kabinda). I fysiskt hänseende var Kongo uppdelat i Nedre Kongo och Övre Kongo. Nedre Kongo sträckte sig från havet omkring 500 km upp efter Kongofloden till Malebodammen (tidigare Stanley-Pool). Övre Kongo bestod av hela den övriga delen av Kongo.
Bas-Congo var 1908 ett distrikt i Belgiska Kongo (tidigare Kongostaten). 1919 blev distriktet en del av provinsen Congo-Kasaï och 1932 en del av provinsen Léopoldville. 1960 blev landet självständigt och fick namnet Republiken Kongo (allmänt kallat Kongo-Léopoldville). 1963 delades provinsen Léopoldville upp i de mindre provinserna Kongo-Central (tidigare distriktet Bas-Congo), Kwango, Kwilu och Mai-Ndombe samt staden Léopoldville som blev huvudstad. Efter att Joseph-Désiré Mobutu 1965 tagit makten genom en militärkupp bytte landet namn till Demokratiska republiken Kongo och huvudstaden till Kinshasa. 1971 bytte landet namn till Zaire, Kongofloden till Zairefloden och Kongo-Central till Bas-Zaire. Efter att Mobutu gått i landsflykt 1997 fick landet åter namnet Demokratiska republiken Kongo (allmänt kallat Kongo-Kinshasa) och provinsen namnet Bas-Congo. 2015 fick provinsen åter namnet Kongo-Central.

## Geografi och klimat
Nedre Kongo täcker en yta av 53,920 km² och genomflyts av Kongofloden som mynnar ut i Atlanten vid hamnstaden Banana. Öster om Matadi, cirka 150 km från Kongoflodens mynning, ligger ett av världens största vattenfall, Ingafallen, med en fallhöjd på 96 meter och ett flöde på 43 kubikmeter per sekund. Nedre Kongo gränsar mot provinserna Kinshasa i nordost och Kwango i öster, Angola i söder samt Republiken Kongo (allmänt kallat Kongo-Brazzaville) och Kabinda (tidigare Portugisiska Kongo) i norr. Det är ett mycket kuperat landskap, med undantag av kuststräckan. Från kusten höjer det sig terrassformigt med nästan parallellt löpande bergåsar ända upp till Malebodammen (tidigare Stanley-Pool), vilket gör att en mängd katarakter uppstått i floden, så att den från havet är segelbar endast 140 km, förbi Boma upp till Matadi. Från Malebodammen är floden därefter segelbar cirka 1 600 km till Boyomafallen (tidigare Stanleyfallen) i Övre Kongo. De större bifloderna är också segelbara över 15 000 km i olika riktningar.  

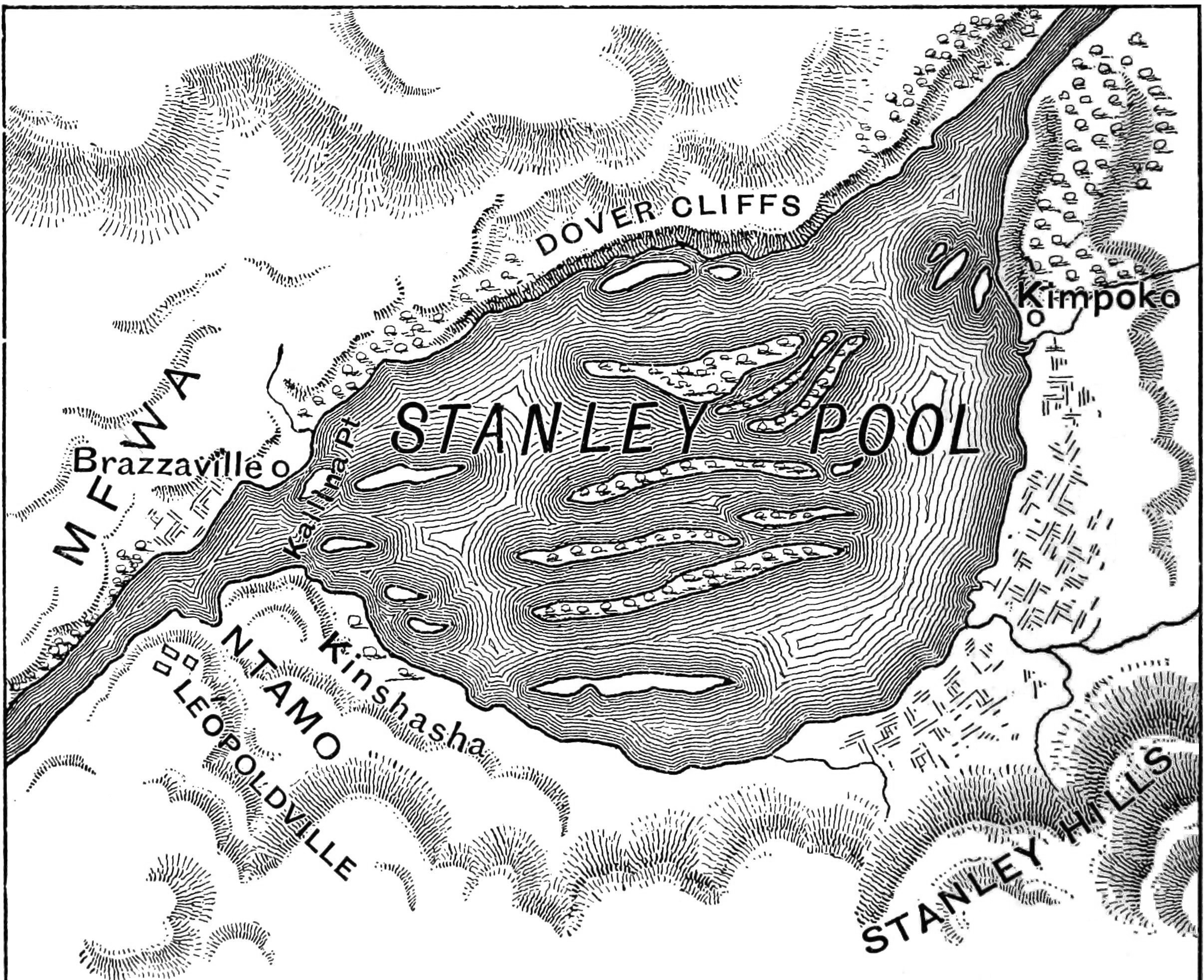
Malebodammen (karta från 1895)
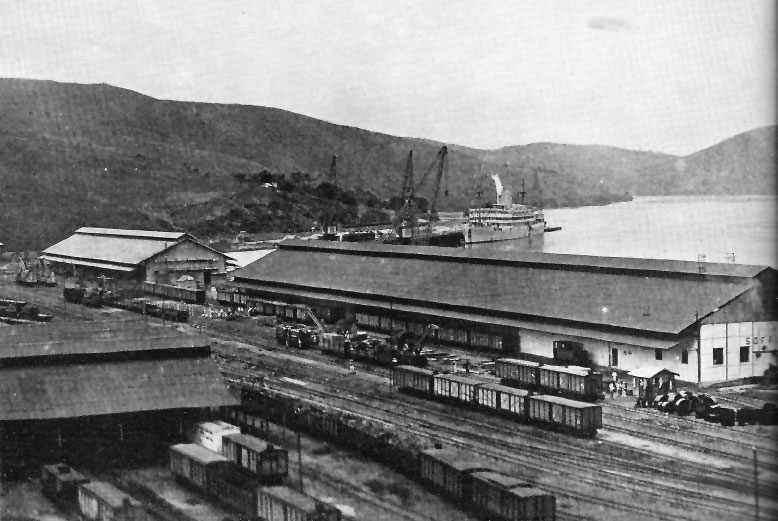
Hamnen i Matadi
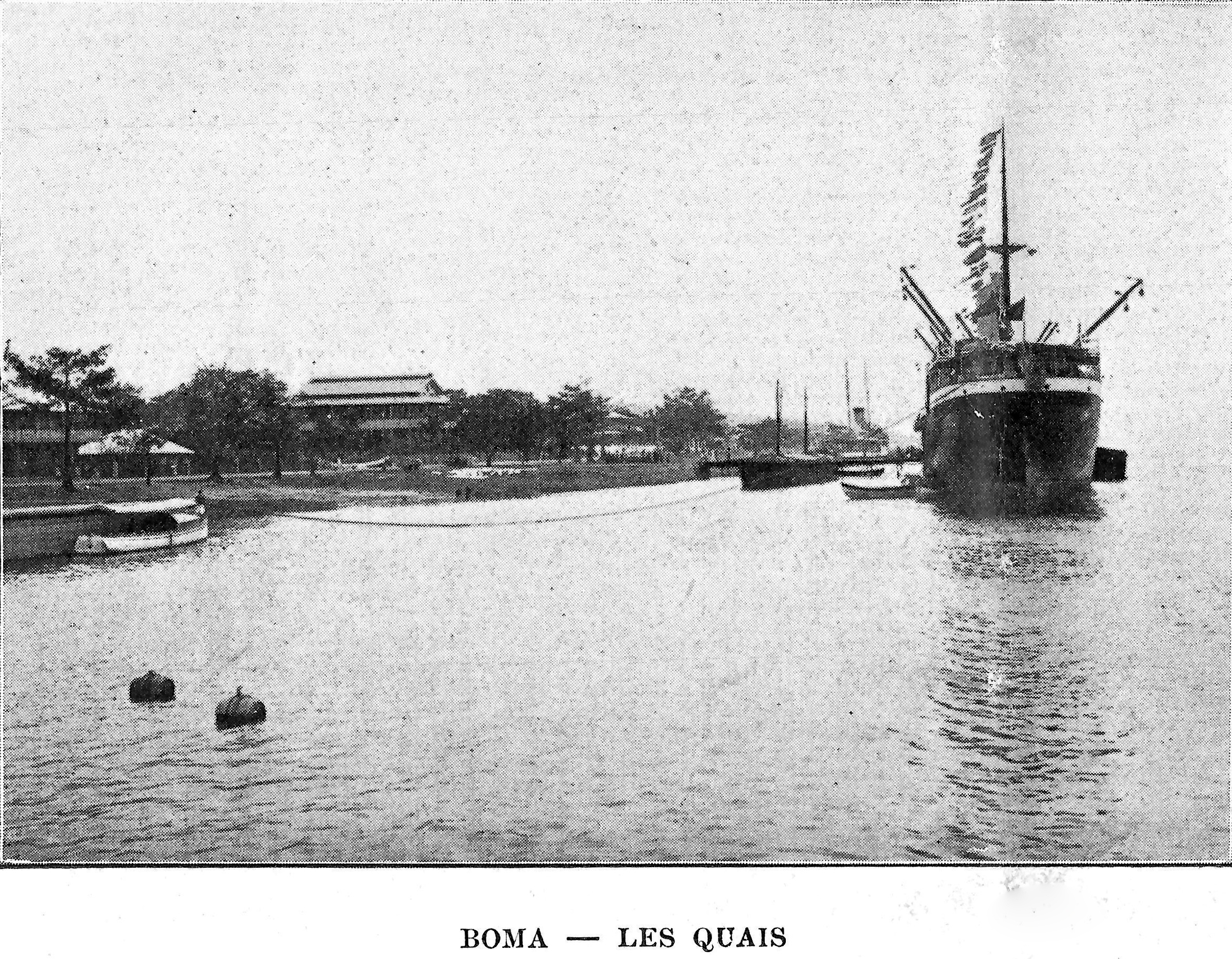
Hamnen i Boma

Nedre Kongo har ett tropiskt klimat med mycket liten temperaturförändring. Det finns två olika årstider - den torra från mitten av maj till slutet av oktober och den regniga alla de övriga månaderna. Temperaturen under den torra årstiden är lägst 13-16°C på morgonen. Luften är rätt fuktig och dimmig och någon gång kommer det ett duggregn. Himmelen är i regel höljd av moln större delen av årstiden. Den regniga årstiden är den hetaste, för genom de ymniga och häftiga åskregnen görs luften klar och tunn, så att solen har en oerhörd kraft att värma. Den högsta temperaturen i skuggan är 32-40°C.

## Svenska Missionsförbundet
Svenska Missionsförbundet (senare Svenska Missionskyrkan) beslöt 1880 att börja mission i Kongo. Missionen blev självständig 1884 efter 5 års samarbete med Livingstone Inland Mission. Man arbetade bland annat med att utarbeta ett skriftspråk för kikongo och översätta Bibeln till detta språk. Under åren 1881–1911 sändes över 100 missionärer till Kongo. Här omnämns endast några av de tidigaste. 
- Carl Johan Engvall (1858–1936). Den förste svenske missionär som reste till Nedre Kongo. Han anlände till hamnstaden Banana vid Kongoflodens mynning den 25 augusti 1881 tillsammans med två engelska missionärer. Han tvingades dock återvända hem på grund av sjukdom efter endast 3 månader.
- Johan Wilhelm Walldén (1863–1926) var verksam i Mukimbungu, Nganda och Kinkengene under tre resor till Kongo 1889–1893, 1894–1897 och 1899–1902.
- Nils Westlind (1854–1895) var språkforskare och utarbetade en grammatik för språket kikongo. Han genomförde tre resor till Kongo, de första två 1882–1885 och 1886–1892, efter vilka han återvände hem. Den tredje resan påbörjades 1893, men dog under återresan den 2 mars 1895 i Las Palmas på Kanarieöarna.

## Stanley och Livingstone
Henry Morton Stanley (född John Rowlands, 1841–1904), en brittisk-född amerikansk upptäcktsresande och journalist, reste 1867 ut från Zanzibar i syfte att hitta missionären David Livingstone (1813–1873), som inte hade hörts av på flera år. Livingstone hade rest till Afrika för att utforska de övre delarna av floden Lualaba i Övre Kongo. Stanley hittade Livingstone den 10 november 1871 i Ujiji vid Tanganyikasjön. Lualaba antogs i Europa vara ansluten till Nilen, men Stanley upptäckte att den i själva verket var ansluten till Kongofloden. Efter att ha lämnat Livingstone seglade Stanley 1 600 km nedför Lualaba och Kongofloden till den stora sjön som han gav namnet Stanley-Pool (nuvarande Malebodammen). Sedan tog han en stor omväg över land till Boma innan han 1877 till slut nådde Atlanten.  

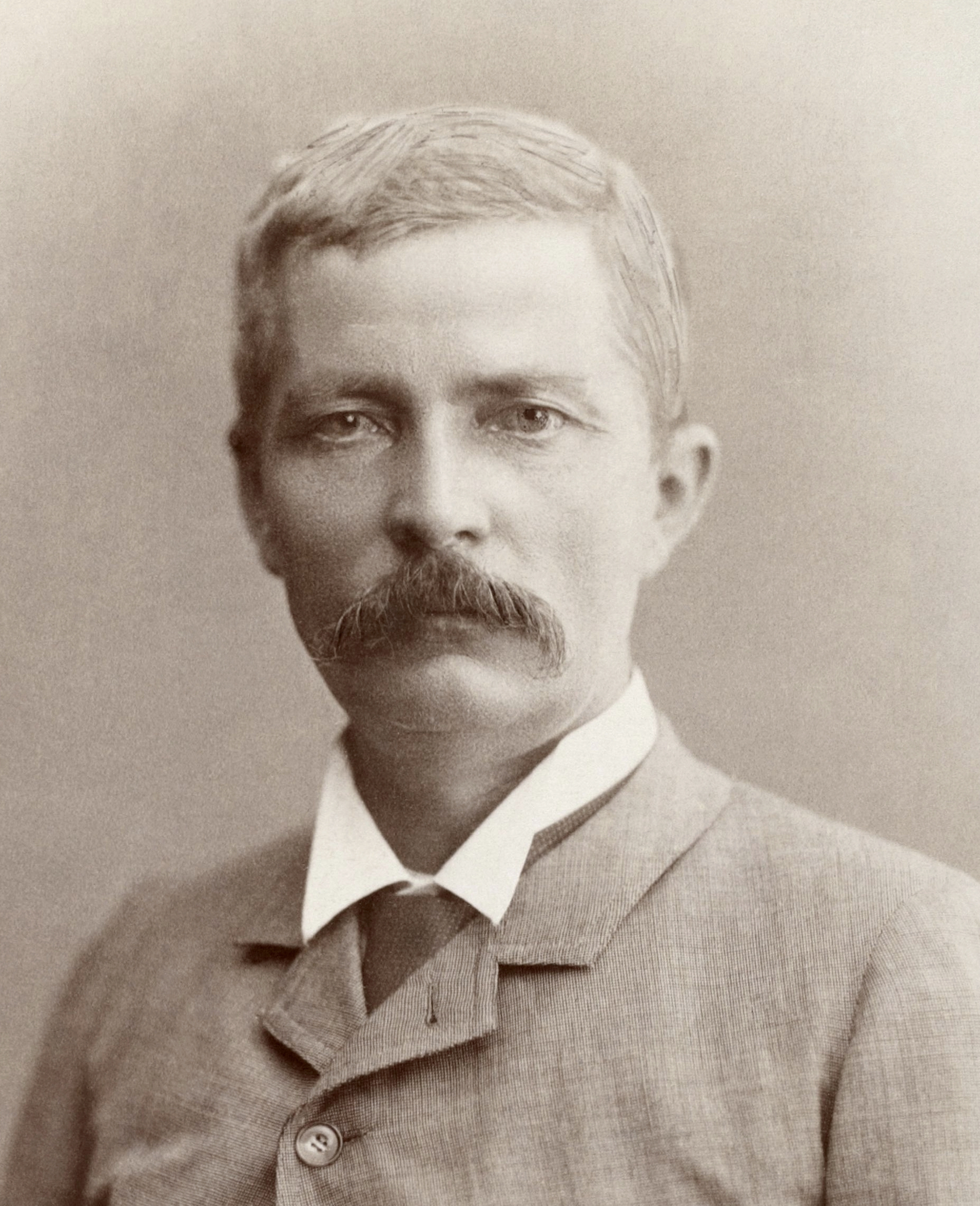
Henry Morton Stanley
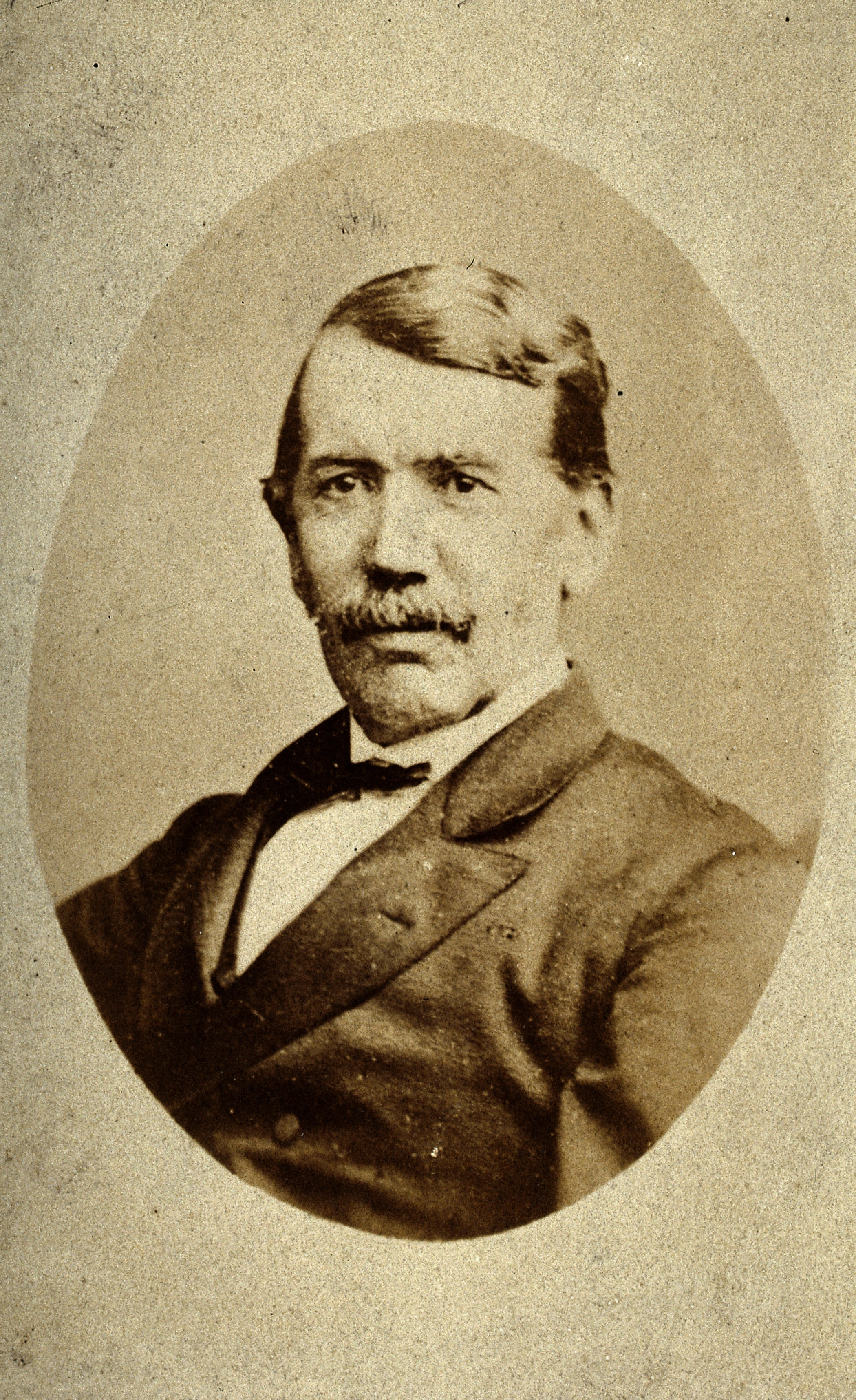
David Livingstone
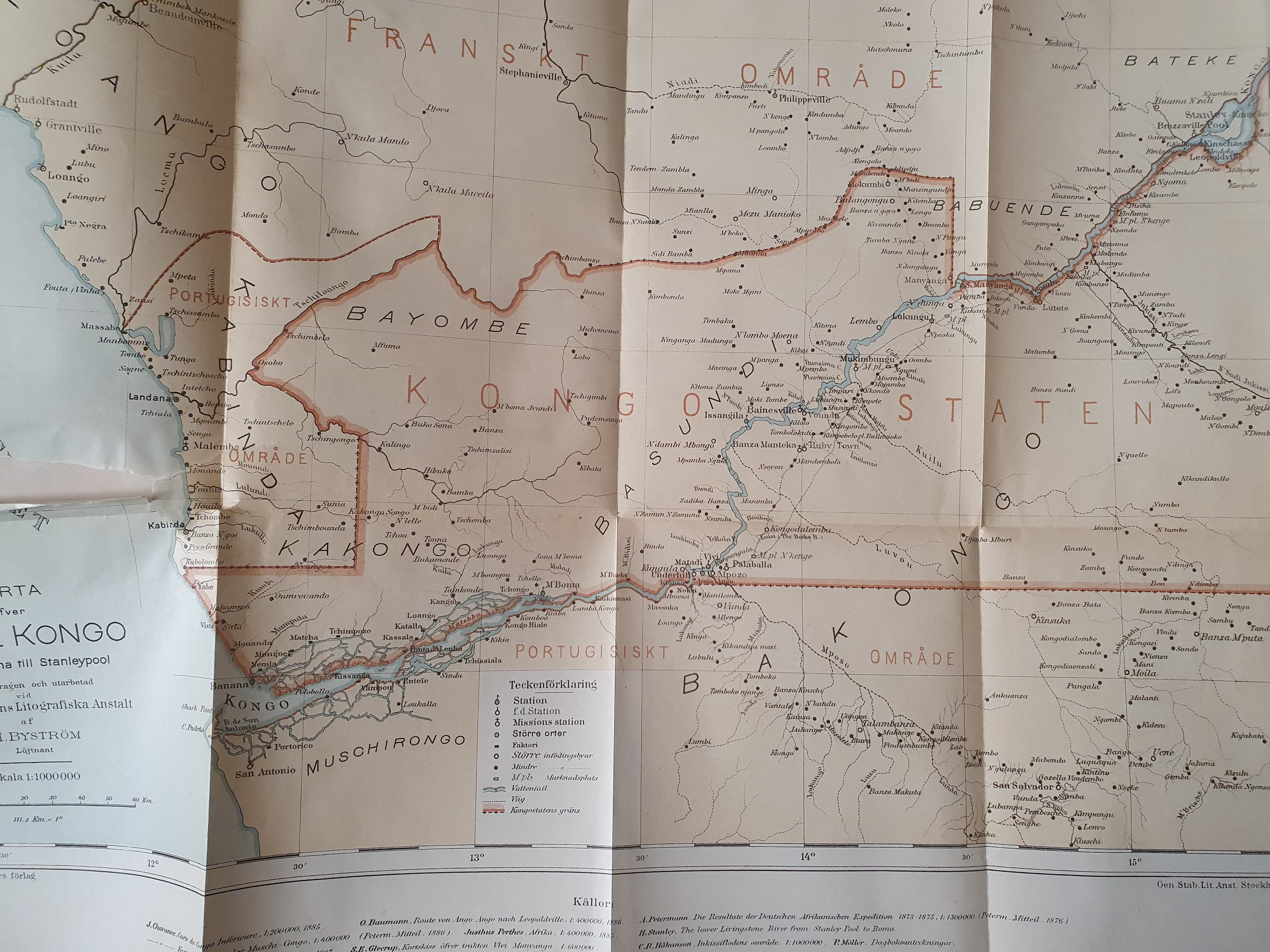
Karta över Nedre Kongo 1887 från Peter Möllers "Tre år i Kongo"